# Дитранол
Дитранол (INN) або антралін (USAN та колишній БАН) – гідроксиантрон, похідна антрацену; ліки, що використовуються при лікуванні симптомів псоріазу та дерматитів. Препарат уповільнює процес мітозу і проліферації епідермальних клітин, знижує швидкість синтезу протеїнів.  
Має вигляд лимонно-жовтих голчастих або пластинчастих кристалів. Практично нерозчинний у воді, легкорозчинний у хлороформі, розчинний в ацетоні, Бензені, піридині, оліях, малорозчинний у спирті, етері, кислоті оцтовій льодяній. Зберігають у добре закоркованій тарі, яка запобігає дії світла.
Виробляється у вигляді кремів, мазей або паст із вмістом діючої речовини 0,1-2% (Drithocreme, Dithrocream, Zithranol-RR, Micanol, Psorlin, Dritho-Scalp, Anthraforte, Anthranol і Anthrascalp). Терміни дитранол та антралін іноді вживаються синонімічно.

## Медичне застосування
Дитранол діє повільніше, ніж глюкокортикоїдні стероїди, але не призводить до реакції відскоку при завершенні прийому препарата. Його не можна використовувати на обличчі та геніталіях. Є деякі попередні докази того, що антралін може бути корисним при алопеції.

## Побічні ефекти
Дитранол тимчасово забарвлює шкіру жовто-коричневим кольором. Може пекти та викликати подразнення, тому при виникненні дискомфорту слід поступово збільшувати дозування. Ділянки шкіри, котрі не потребують обробки можна захистити за допомогою м’якого білого парафіну.

## Фармакологія
Дитранол накопичується в мітохондріях, де він перешкоджає постачанню енергії клітині, ймовірно, шляхом окиснення дитранолу, вивільняючи вільні радикали. Це перешкоджає реплікації ДНК і в такий спосіб уповільнює надмірний поділ клітин, який виникає в псоріатичних бляшках. Крім того, дитранол може діяти за рахунок зниження підвищеного рівня циклічного гуанозинмонофосфату, який виникає при псоріазі.
Антралін – це синтетична сполука, чіткий механізм антипсоріатичної дії якої ще не повністю вивчений. Однак численні дослідження продемонстрували антипроліферативну та протизапальну дію антраліну на псоріатичну та нормальну шкіру. Можливо антипроліферативний ефект антраліну є наслідком як пригнічення синтезу ДНК, так і через його сильні відновні властивості. 
Останнім часом ефективність антраліну як антипсоріатичного агента також частково пояснюється його здатністю індукувати перекисне окиснення ліпідів та знижувати рівень молекул адгезії ендотелію, які помітно підвищені у хворих на псоріаз. На відміну від ретиноїдів та ПУВА, антралін не пригнічує активність мікросомальних ферментів печінки; отже, ймовірність несприятливих взаємодій з лікарськими засобами значно зменшується при одночасному застосуванні інших препаратів з антраліном.
За 30 хвилин в ушкоджену шкіру проникає більше діатранолу, ніж в неушкоджену шкіру протягом 16 годин. Тому препарат у концентрації 0,1-0,5% наносять наніч, а концентрацію в 1-2% застосовують вдень, протягом 30-60 хвилин, залежно від рецептури.